# Féternes
Féternes is een gemeente in het Franse departement Haute-Savoie (regio Auvergne-Rhône-Alpes) en telt 1151 inwoners (1999). De plaats maakt deel uit van het arrondissement Thonon-les-Bains.

## Geografie
De oppervlakte van Féternes bedraagt 14,4 km², de bevolkingsdichtheid is 79,9 inwoners per km².
De onderstaande kaart toont de ligging van Féternes met de belangrijkste infrastructuur en aangrenzende gemeenten.

## Demografie
Onderstaande figuur toont het verloop van het inwonertal (bron: INSEE-tellingen).

## Persoonlijkheden
- Victor Martin (1912-1989) Belgisch socioloog en verzetsman. Ging in 1943 undercover naar kamp Auschwitz om rechtstreeks verslag uit te brengen over de ware activiteiten. Gepensioneerd in Féternes na jaren bij de Internationale Arbeidsorganisatie .